# Curtis
För andra betydelser, se Curtis (olika betydelser).
Curtis är ett engelskt namn som kan vara både efternamn och förnamn.  Det kan även stavas Curtiss. I Italien förekommer det snarlika efternamnet De Curtis.

## Personer med efternamnet Curtis eller med liknande namn

### A
- Adam Curtis (född 1955), engelsk dokumentärfilmare
- Alan Curtis (1909–1953), amerikansk skådespelare
- Alexa Curtis (född 2004), australisk sångerska
- Ann Curtis (1926–2012), amerikansk simmare

### B
- Ben Curtis (född 1977), amerikansk golfspelare
- Benjamin Robbins Curtis (1809–1874), amerikansk jurist
- Betty Curtis (1936–2006), italiensk musiker

### C
- Carl Curtis (1905–2000), amerikansk politiker, republikan, kongressrepresentant och senator för Nebraska
- Charles Curtis (1860–1936), amerikansk politiker, republikan, kongressrepresentant, senator, vicepresident
- Charles Gordon Curtis (1860–1953), amerikansk uppfinnare
- Chris Curtis (1941–2005), brittisk trumslagare, sångare och låtskrivare
- Claire Curtis-Thomas (född 1958), brittisk labourpolitiker
- Cliff Curtis (född 1968), nyzeeländsk skådespelare

### D
- Daniel Curtis Lee (född 1991), amerikansk skådespelare och rappare
- Deborah Curtis (född 1956), brittisk författare

### E
- Edward S. Curtis (1868–1952), amerikansk fotograf
- Ernesto De Curtis (1875–1937), italiensk kompositör och pianist

### G
- George Curtis – flera personer
  - George Ticknor Curtis (1812–1894), amerikansk jurist och historiker
  - George William Curtis (1824–1892), amerikansk författare
- Giambattista De Curtis (1860–1926), italiensk sångtextförfattare, poet och målare
- Glenn Curtiss (1878–1930), amerikansk flygpionjär och flygplanstillverkare
- Gregory Curtis (född 1986), amerikansk sångare och låtskrivare verksam i Sverige

### H
- Heber Curtis (1872–1942), amerikansk astronom

### I
- Ian Curtis (1956–1980), engelsk sångare och låtskrivare

### J
- Jamie Lee Curtis (född 1958), amerikansk skådespelare
- John Curtis (1791–1862), engelsk entomolog
- John Curtis (politiker) (född 1960), amerikansk politiker, republikan, kongressrepresentant för Utah
- John Thomas Curtis (1913–1961), amerikansk botanist

### K
- Ken Curtis (1916–1991), amerikansk skådespelare
- Kenneth M. Curtis (född 1931), amerikansk politiker och diplomat, demokrat, guvernör för Maine
- King Curtis (1934–1971), amerikansk saxofonist

### M
- Moses Ashley Curtis, 1808–1872), amerikansk botanist

### N
- Natalie Curtis (1875–1921), amerikansk pianist och folkmusiksamlare
- Nathaniel Curtis (1801–1863), amerikansk nykterhetsförkämpe
- Nina Curtis (född 1988), australisk seglare

### O
- Oakley C. Curtis (1865–1924), amerikansk politiker, demokrat, guvernör i Maine

### R
- Richard Curtis (född 1956), brittisk manusförfattare, filmproducent och regissör

### S
- Simon Curtis (född 1960), brittisk regissör

### T
- Thomas Curtis (1873–1944), amerikansk häcklöpare
- Tony Curtis (1925–2010), amerikansk skådespelare

### U
- Ursula Curtiss (1923–1984), amerikansk deckarförfattare

### V
- Vondie Curtis-Hall (född 1956), amerikansk skådespelare och regissör

### W
- William Curtis (1746–1799), brittisk botanist och apotekare

## Personer med förnamnet Curtis (urval)

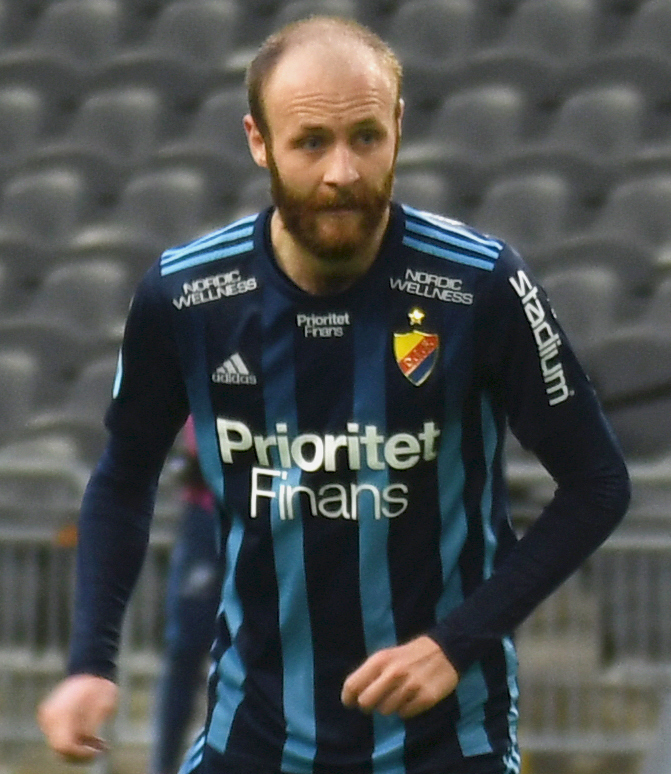
Curtis Edwards, 2020.

- Curtis Brown (född 1956), amerikansk astronaut
- Curtis Davies (född 1985), engelsk fotbollsspelare
- Curtis Edwards (född 1994), engelsk fotbollsspelare
- Curtis Hanson (1945–2016), amerikansk filmregissör, producent och manusförfattare
- Curtis Jackson (född 1975), amerikansk rappare, känd som 50 Cent
- Curtis Jones (född 2001), engelsk fotbollsspelare
- Curtis Joseph (född 1967), kanadensisk ishockeyspelare
- Curtis LeMay (1906–1990), amerikansk flygvapenchef
- Curtis Lee (1939–2015), amerikansk sångare och låtskrivare
- Curtis Mayfield (1942–1999), amerikansk sångare och låtskrivare
- Curtis Shears (1901–1988), amerikansk fäktare
- Curtis Sittenfeld (född 1975), amerikansk författare
- Curtis Valk (född 1993), kanadensisk-kazakisk ishockeyspelare